# Mesagroicus
Mesagroicus — род жесткокрылых семейства долгоносиков.

## Описание
Обитают в степях и пустынях. Личинки развиваются в почве. Взрослые жуки встречаются почти исключительно на почве. Вредители подсолнечника.

## Виды
Некоторые виды рода:
- Mesagroicus graecus Stierlin, 1890
- Mesagroicus hofferi Penecke, 1917
- Mesagroicus obscurus Boheman, 1840
- Mesagroicus occipitalis Germar, 1847
- Mesagroicus pilifer Boh. in Schoenh., 1833
- Mesagroicus poriventris Reitter, 1903
- Mesagroicus stierlini Reitter, 1903